# Polterabend
Polterabend er en sammensætning af de to tyske ord Poltern og Abend, der betyder henholdsvis "buldre, brage, larme" og "aften".
Med tiden er polterabend blevet en begivenhed, hvor man fejrer et brudepar ca. en uge eller to før deres bryllup for at ønske dem held og lykke i deres nye tilværelse eller (for nogens vedkommende) at give dem et vink med en vognstang om alt det sjove, de nu snart går glip af i ægteskabet.
Polterabender er som fænomen i Danmark første gang blevet registreret i 1980’erne, og er sidenhen blevet en fast tradition op til et bryllup.
Typisk ved bruden/gommen ikke hvornår deres polterabend er, og det er typisk planlagt af deres nære venner/veninder, som arrangerer hele dagen, og sørger for at få inviteret dem der skal være med. En polterabend afholdes typisk separat for mænd og kvinder, idet det kun er mænd der er med til gommens polterabend, og kun kvinder til brudens polterabend.

## Aktiviteter
Der er forskellige temaer for en polterabend. Arrangørerne finder ofte temaer de selv kunne tænke sig at opleve, men det stik modsatte kan også finde sted. Typiske aktiviteter er: Faldskærmsudspring, CD-indspilning, paintball, få taget modelfotos, fiskespa, glaspustning, go-cart, croquis-tegning, fangerne på fortet, waterballz eller andre muligheder.
Fælles for de fleste polterabender er, at de slutter af med en fest i samme område som dagsaktiviteterne er foregået i.

## Udenlandske tendenser
I udlandet (bl.a. hos englænderne hvor ca. 25% af alle polterabender foregår uden for landegrænserne) er det en voksende trend at tage på rejse i stedet for at afholde en klassisk polterabend. Det kan være flere dage til f.eks. Ibiza, Mykonos eller Østeuropa, for at komme ud og opleve noget man normalt ikke ville kunne gøre. Fænomenet er dog forholdsvist nyt i Danmark.

## Oprindelse
Oprindelsen til polterabend ved man endnu ikke. Nogle mener det er et urgammelt germansk synonym for "fadæse". Derfor knuste man lertøj, legetøj og andet tøj for at fordrive den onde poltergejst.
I Tyskland er det stadig en tradition at man uden for parrets bopæl knuser porcelæn for at symbolisere lykke. Ved at det kommende ægtepar i fællesskab samler skårene op, symboliserer de at de også i fremtidige livssituationer vil bukke og skrabe for hinanden.